# Mohammadia (Algeri)
Mohammadia è un comune dell'Algeria, situato nella provincia di Algeri.

## Monumenti e luoghi d'interesse
- La Grande Moschea di Algeri, la terza più grande moschea del mondo (dopo la Masjid al-Haram di La Mecca e la Moschea del Profeta di Medina).